# Favonius nohirae
Favonius nohirae är en fjärilsart som beskrevs av Matsumura 1915. Favonius nohirae ingår i släktet Favonius och familjen juvelvingar. Inga underarter finns listade i Catalogue of Life.